# Jack Colback
Jack Raymond Colback (sing ngày 24 tháng 10 năm 1989) là một cầu thủ bóng đá người Anh hiện đang chơi ở vị trí tiền vệ cho câu lạc bộ Nottingham Forest thuộc giải đấu Premier League
Colback bắt đầu sự nghiệp của mình tại câu lạc bộ Sunderland vào năm 2008, trưởng thành từ học viện Sunderland A.F.C. Reserves and Academy, và được đem cho mượn tại câu lạc bộ Ipswich Town thuộc giải đấu Championship. Colback có 115 trận ra sân tại Premier League với câu lạc bộ Sunderland, trước khi chuyển đến đội bóng kình địch Newcastle United.

## Sự nghiệp

### Sunderland
Colback được sinh ra tại Newcastle upon Tyne, Tyne and Wear và gia nhập học viện Sunderland năm 10 tuổi. Ngày 30 tháng 5 năm 2008, Colback ký hợp đồng chuyên nghiệp đầu tiên của mình với câu lạc bộ.

### Newcastle United
Vào ngày 9 Tháng 6 năm 2014, Colback ký hợp đồng với câu lạc bộ Newcastle United theo dạng chuyển nhượng tự do. Tờ Daily Mail mô tả Colback là "cầu thủ bị đánh giá thấp nhất ở Premier League " và so sánh anh chuyển đến các câu lạc bộ kình địch như Sol Campbell gia nhập Arsenal từ Tottenham Hotspur. Colback ghi bàn thắng đầu tiên cho câu lạc bộ vào ngày 28 tháng 12 trong một trận đấu giành chiến thắng 3-2 trước câu lạc bộ Everton F.C..

## Thống kê
Tính đến ngày 5 tháng 3 năm 2016
| Câu lạc bộ          | Mùa giải            | Giải đấu            | Giải đấu | Giải đấu | FA Cup | FA Cup  | League Cup | League Cup | Tổng cộng | Tổng cộng |
| Câu lạc bộ          | Mùa giải            | Giải đấu            | Ra sân   | Ghi bàn  | Ra sân | Ghi bàn | Ra sân     | Ghi bàn    | Ra sân    | Ghi bàn   |
| ------------------- | ------------------- | ------------------- | -------- | -------- | ------ | ------- | ---------- | ---------- | --------- | --------- |
| Sunderland          | 2008–09             | Premier League      | 0        | 0        | 0      | 0       | 0          | 0          | 0         | 0         |
| Ipswich Town (mượn) | 2009–10             | Championship        | 37       | 4        | 2      | 1       | 2          | 0          | 41        | 5         |
| Sunderland          | 2009–10             | Premier League      | 1        | 0        | 0      | 0       | 0          | 0          | 1         | 0         |
| Ipswich Town (mượn) | 2010–11             | Championship        | 13       | 0        | 0      | 0       | 1          | 0          | 14        | 0         |
| Ipswich Town (mượn) | Tổng cộng           | Tổng cộng           | 50       | 4        | 2      | 1       | 3          | 0          | 55        | 5         |
| Sunderland          | 2010–11             | Premier League      | 11       | 0        | 1      | 0       | 1          | 0          | 13        | 0         |
| Sunderland          | 2011–12             | Premier League      | 35       | 1        | 4      | 1       | 1          | 0          | 40        | 2         |
| Sunderland          | 2012–13             | Premier League      | 35       | 0        | 2      | 0       | 3          | 0          | 40        | 0         |
| Sunderland          | 2013–14             | Premier League      | 32       | 3        | 4      | 0       | 5          | 0          | 41        | 3         |
| Sunderland          | Tổng cộng           | Tổng cộng           | 114      | 4        | 11     | 1       | 10         | 0          | 135       | 5         |
| Newcastle United    | 2014–15             | Premier League      | 35       | 4        | 0      | 0       | 3          | 0          | 38        | 4         |
| Newcastle United    | 2015–16             | Premier League      | 22       | 1        | 0      | 0       | 1          | 0          | 23        | 1         |
| Newcastle United    | Tổng cộng           | Tổng cộng           | 57       | 5        | 0      | 0       | 4          | 0          | 61        | 5         |
| Tổng cộng sự nghiệp | Tổng cộng sự nghiệp | Tổng cộng sự nghiệp | 222      | 13       | 13     | 2       | 17         | 0          | 252       | 15        |

## Liên kết
- Jack Colback tại Soccerbase